# Опыт Ивеса — Стилвелла
Опыт Ивеса — Стилвелла проверил вклад релятивистского замедления времени в доплеровский сдвиг частоты света. Результат согласовывался с формулой поперечного эффекта Доплера и стал первым прямым количественным подтверждением фактора замедления времени. С тех пор многие эксперименты типа Ивеса — Стилвелла были выполнены с всё возрастающей точностью. Вместе с опытами Майкельсона — Морли и Кеннеди — Торндайка он составляет один из фундаментальных тестов специальной теории относительности. Другими тестами, подтверждающими релятивистский эффект Доплера, являются эксперимент с ротором Мёссбауэра и современные эксперименты Ивеса — Стилвелла.
Как замедление времени, так и релятивистский эффект Доплера были предсказаны Альбертом Эйнштейном в его основополагающей статье 1905 года. Впоследствии Эйнштейн (1907 г.) предложил эксперимент, основанный на измерении относительных частот света, воспринимаемого как исходящий от движущегося относительно наблюдателя источника света, и рассчитал дополнительный доплеровский сдвиг из-за замедления времени. Этот эффект позже был назван «поперечным эффектом Доплера» (TDE), поскольку изначально предполагалось, что такие эксперименты проводятся под прямым углом по отношению к движущемуся источнику, чтобы избежать влияния продольного доплеровского сдвига. В конце концов, Герберт Э. Ивес и Г. Р. Стилвелл (считая замедление времени следствием теории Лоренца и Лармора) отказались от идеи измерения этого эффекта под прямым углом. Они использовали лучи в продольном направлении и нашли способ отделить гораздо меньший поперечный эффект Доплера от гораздо большего продольного эффекта Доплера. Эксперимент был поставлен в 1938 г. и неоднократно повторялся. Подобные опыты проводились несколько раз с всё возрастающей точностью, например, Оттингом (1939), Мандельбергом и соавт. (1962), Hasselkamp et al. (1979) и Botermann et al..

## Эксперименты с «анодными лучами»

### Эксперимент 1938 года
Айвз заметил, что почти невозможно измерить поперечный эффект Доплера по отношению к световым лучам, испускаемым анодными лучами под прямым углом к направлению их движения (как это рассматривалось ранее Эйнштейном), поскольку влияние продольного влияние вряд ли можно исключить. Поэтому он разработал метод наблюдения эффекта в продольном направлении движения анодных лучей. Если предположить, что скорость света фиксирована по отношению к наблюдателю («классическая теория»), то частоты с доплеровским смещением вперед и назад, наблюдаемые на движущемся объекте, будут
{\displaystyle {\frac {f_{o}}{f_{s}}}={\frac {c}{c\pm v}},}
где v — скорость убегания. В специальной теории относительности две частоты также будут включать дополнительную поправку на красное смещение — Лоренц-фактор, представленную формулой поперечного эффекта Доплера.
{\displaystyle {\frac {f_{o}}{f_{s}}}={\sqrt {1-{\frac {v^{2}}{c^{2}}}}}.}
При обращении этих соотношений так, чтобы они относились к длинам волн, а не к частотам, «классическая теория» предсказывает значения длин волн с красным и синим смещением 1 + v/c и 1 − v/c, поэтому, если все три длины волны (смещенные в красную, синюю и исходную) маркируются на линейной шкале, согласно классической теории, три метки должны располагаться идеально равномерно:
{\displaystyle |\cdot \cdot \cdot \cdot \cdot \cdot \cdot |\cdot \cdot \cdot \cdot \cdot \cdot \cdot |}
Когда свет смещается в соответствии с предсказаниями специальной теории относительности, дополнительное смещение Лоренца означает, что две внешние метки будут смещены в одном и том же направлении по отношению к центральной метке:
{\displaystyle |\cdot \cdot \cdot \cdot \cdot |\cdot \cdot \cdot \cdot \cdot \cdot \cdot \cdot \cdot |}
Ивес и Стилвелл обнаружили, что центр тяжести трёх отметок значительно смещён, и поэтому доплеровское соотношение не соответствовало «классической теории».
Такой подход имел два основных преимущества:
1. Он не требовал знания точного значения задействованной скорости (что могло зависеть от теории).
2. Он не требовал понимания или интерпретации эффектов угловой аберрации, как это могло бы потребоваться для анализа «настоящего» поперечного теста. «Истинный поперечный тест» был выполнен почти 40 лет спустя Hasselkamp в 1979 г.[8]

### Эксперимент 1941 года
В эксперименте 1938 г. максимальный поперечный эффект Доплера был ограничен 0,047 Å. Основная трудность, с которой столкнулись Ивес и Стилвелл при попытках добиться больших сдвигов, заключалась в том, что, когда они повышали электрический потенциал между ускоряющими электродами выше 20 000 вольт, возникали пробой и искрение, которые могли привести к разрушению трубки.
Эта трудность была преодолена за счёт использования нескольких электродов. Используя четырёхэлектродную версию лучевой трубки для анодных лучей с тремя промежутками, можно было достичь общей разности потенциалов 43 000 вольт. Падение напряжения 5000 вольт использовалось на первом промежутке, а оставшееся падение напряжения распределялось между вторым и третьим промежутками. С этой трубкой максимальное смещение 0,11 Å достигается для ионов H2+.
Другие аспекты эксперимента также были улучшены. Тщательные опыты показали, что «несмещённые» частицы, дающие центральную линию, действительно приобретают небольшую скорость, сообщаемую им в том же направлении движения, что и движущиеся частицы (не более примерно 750 м/с). В нормальных условиях это не имело бы никакого значения, так как результатом этого эффекта было бы лишь небольшое кажущееся уширение прямого и отражённого изображений центральной линии. Но если бы зеркало было тусклым, можно было бы ожидать, что центральная линия немного сместится. Другие элементы управления были выполнены для устранения различных возражений критиков оригинального эксперимента.
Конечным результатом всего этого внимания к деталям стала полная проверка результатов Ивеса и Стилвелла 1938 года и распространение этих результатов на более высокие скорости.

## Опыты с мёссбауэровским ротором

### Релятивистский эффект Доплера
Более точное подтверждение релятивистского эффекта Доплера было получено в экспериментах с мёссбауэровским ротором. От источника в середине вращающегося диска гамма-лучи направляются на поглотитель на краю (в некоторых вариантах эта схема была обратной), а за поглотителем располагался стационарный счётчик. Согласно теории относительности характерная резонансная частота поглощения движущегося поглотителя на ободе должна уменьшаться из-за замедления времени, поэтому увеличивается пропускание гамма-лучей через поглотитель, которое впоследствии измеряется стационарным счетчиком за поглотителем. Этот эффект действительно наблюдался с помощью эффекта Мёссбауэра. Максимальное отклонение от замедления времени составляло 10−5, таким образом, точность была намного выше, чем точность (10−2) в опытах Ивеса — Стилвелла. Такие эксперименты были проведены Hay et al. (1960), Champeney et al. (1963, 1965) и Кюндиг (1963).

### Изотропия скорости света
Эксперименты с ротором Мессбауэра также использовались для измерения возможной анизотропии скорости света. То есть возможный эфирный ветер должен оказывать возмущающее влияние на частоту поглощения. Однако, как и во всех других экспериментах по эфирному ветру (опыт Майкельсона — Морли), результат был отрицательным, а верхний предел эфирного ветра составлял 2,0 см/с. Эксперименты такого рода были выполнены Champeney & Moon (1961), Champeney et al. (1963), Turner & Hill (1964) и Preikschat под руководством Исаака (1968).

## Современные эксперименты

### Быстро движущиеся часы
Значительно более высокая точность достигнута в современных вариациях экспериментов Ивеса — Стилвелла. В накопителях ионов, таких как TSR в Институте Макса Планка или ESR в Институте тяжёлых ионов, доплеровский сдвиг литиевых ионов, движущихся с высокой скоростью, вычисляется с помощью спектроскопии насыщения или оптико-оптического двойного резонанса.
Благодаря излучаемым частотам эти ионы можно рассматривать как высокоточные оптические атомные часы. Используя метод Мансури — Сексла возможное отклонение от специальной теории относительности можно количественно определить по формуле[уточнить]
{\displaystyle {\frac {\nu _{a}\nu _{p}}{\nu _{1}\nu _{2}}}=1+2{\hat {\alpha }}\beta ^{2},}
где {\displaystyle \nu _{a}} — частота лазерного луча, распространяющегося антипараллельно ионному лучу, и {\displaystyle \nu _{p}} — частота лазерного луча, распространяющегося параллельно ионному пучку. {\displaystyle \nu _{1}} и {\displaystyle \nu _{2}} — частоты переходов в состоянии покоя. {\displaystyle \beta =v/c}, {\displaystyle v} — скорость ионов и {\displaystyle c} — скорость света. В случае спектроскопии насыщения формула меняется на
{\displaystyle {\frac {\nu _{a}\nu _{p}}{\nu _{0}^{2}}}=1+2{\hat {\alpha }}\beta ^{2},}
где {\displaystyle \nu _{0}} — частота перехода в состоянии покоя. В случае справедливости специальной теории относительности {\displaystyle {\hat {\alpha }}} равен нулю.
| Автор           | Год     | Скорость        | Верхний предел {\displaystyle \|{\hat {\alpha }}\|} |
| --------------- | ------- | --------------- | --------------------------------------------------- |
| Гризер и др.    | 1994 г. | 0,064 с         | ≤ 8⋅10−7                                            |
| Саатхофф и др.  | 2003 г. | 0,064 с         | ≤ 2⋅10−7                                            |
| Рейнхардт и др. | 2007 г. | 0,03 с, 0,064 с | ≤ 8⋅10−8                                            |
| Новотный и др.  | 2009 г. | 0,338 с         | ≤ 1⋅10−6                                            |
| Ботерманн и др. | 2014    | 0,338 с         | ≤ 2⋅10−8                                            |

### Медленно движущиеся часы
Между тем, измерение замедления времени на повседневных скоростях также было выполнено. Чоу и др. (2010) создали двое часов, каждые из которых содержат один ион 27Al+ в ловушке Пауля. В одних из часов, ион Al+ сопровождался 9Be+ ионом в качестве «логического иона», а в другом, использовался ион 25Mg+. Эти двое часов находились в разных лабораториях и были соединены с 75 м, фазово-стабилизированнвм оптоволокном для обмена тактовыми сигналами. Эти оптические атомные часы излучали частоты в петагерцах (1 Гц = 10 15 Гц) и имели частотные погрешности в диапазоне 10−17. С помощью этих часов можно было измерить сдвиг частоты из-за замедления времени примерно на 10−16 на скоростях ниже 36 км/ч (< 10 м/с, скорость быстрого бегуна) путём сравнения скоростей движущихся и покоящихся ионов алюминия. Также можно было обнаружить гравитационное замедление времени по разнице высот между двумя часами в 33 см.